# Ɔ̧̂
Cette page contient des caractères spéciaux ou non latins. S’ils s’affichent mal (▯, ?, etc.), consultez la page d’aide Unicode.
Ɔ̧̂ (minuscule : ɔ̧̂), appelé O ouvert accent circonflexe cédille, est un graphème utilisé dans l’écriture de certaines langues camerounaises dont le mundani et le pana. Il s’agit de la lettre O ouvert diacritée d’un accent circonflexe et d’une cédille.

## Utilisation
En langues camerounaises suivant l’Alphabet général des langues camerounaises, ‹ ɔ̧ › représente un O ouvert nasalisé et l’accent circonflexe indique le ton tombant. Il ne s’agit d’une lettre à part entière, et elle placée avec le O ouvert sans accent ou avec un autre accent dans l’ordre alphabétique.

## Représentations informatiques
Le O ouvert accent circonflexe cédille peut être représenté avec les caractères Unicode suivants :
- décomposé et normalisé (latin étendu B, Alphabet phonétique international, diacritiques) :

| formes    | représentations | chaînes de caractères | points de code       | descriptions                                                                        |
| --------- | --------------- | --------------------- | -------------------- | ----------------------------------------------------------------------------------- |
| capitale  | Ɔ̧̂               | Ɔ◌̧◌̂                   | U+0186 U+0327 U+0302 | lettre majuscule latine o ouvert diacritique cédille diacritique accent circonflexe |
| minuscule | ɔ̧̂               | ɔ◌̧◌̂                   | U+0254 U+0327 U+0302 | lettre minuscule latine o ouvert diacritique cédille diacritique accent circonflexe |

## Sources
- Ibirahim Njoya, Précis d’orthographe pour la langue pana, Yaoundé, Cameroun, Association Camerounaise pour la Traduction de la Bible et l’Alphabétisation, 2010 (lire en ligne [archive du 27 novembre 2010])
- (en) Elizabeth Parker et Mary Annett, Mundani-English Lexicon, 1990 (lire en ligne)